# ایستگاه آکیهابارا

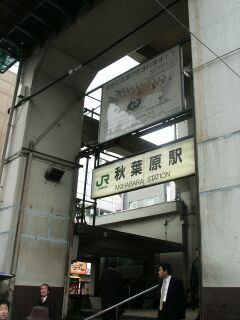
ایستگاه آکیهابارا.

ایستگاه آکیهابارا (به ژاپنی: 秋葉原駅, akihabara-eki) ایستگاهی است که در منطقهٔ چیودای توکیو پایتخت ژاپن واقع شده‌است. آکیهابارا یک ایستگاه از ایستگاه‌های شرکت راه‌آهن شرق ژاپن یا جی‌آر، متروی توکیو و شرکت راه‌آهن شوتو-کن شین-توشی محسوب می‌شود. 

## خط‌هایی که در ایستگاه آکیهابارا توقف دارند
- جی‌آر
  - خط یامانوته
  - خط که‌ایهین-توهوکو
  - خط سوبو
- متروی توکیو
  - خط هیبیا
- شرکت راه‌آهن شوتو-کن شین-توشی
  - خط تسوکوبا اکسپرس